# Operación Kaman 99
La Operación Kaman 99 (Operación Arco 99) fue una operación lanzada por la Fuerza Aérea de la República Islámica de Irán en represalia a los ataques aéreos sorpresas iraquíes hacia Irán un día antes, que marcaron el inicio de una guerra de 8 años la Guerra Irán-Irak.

## Preludio

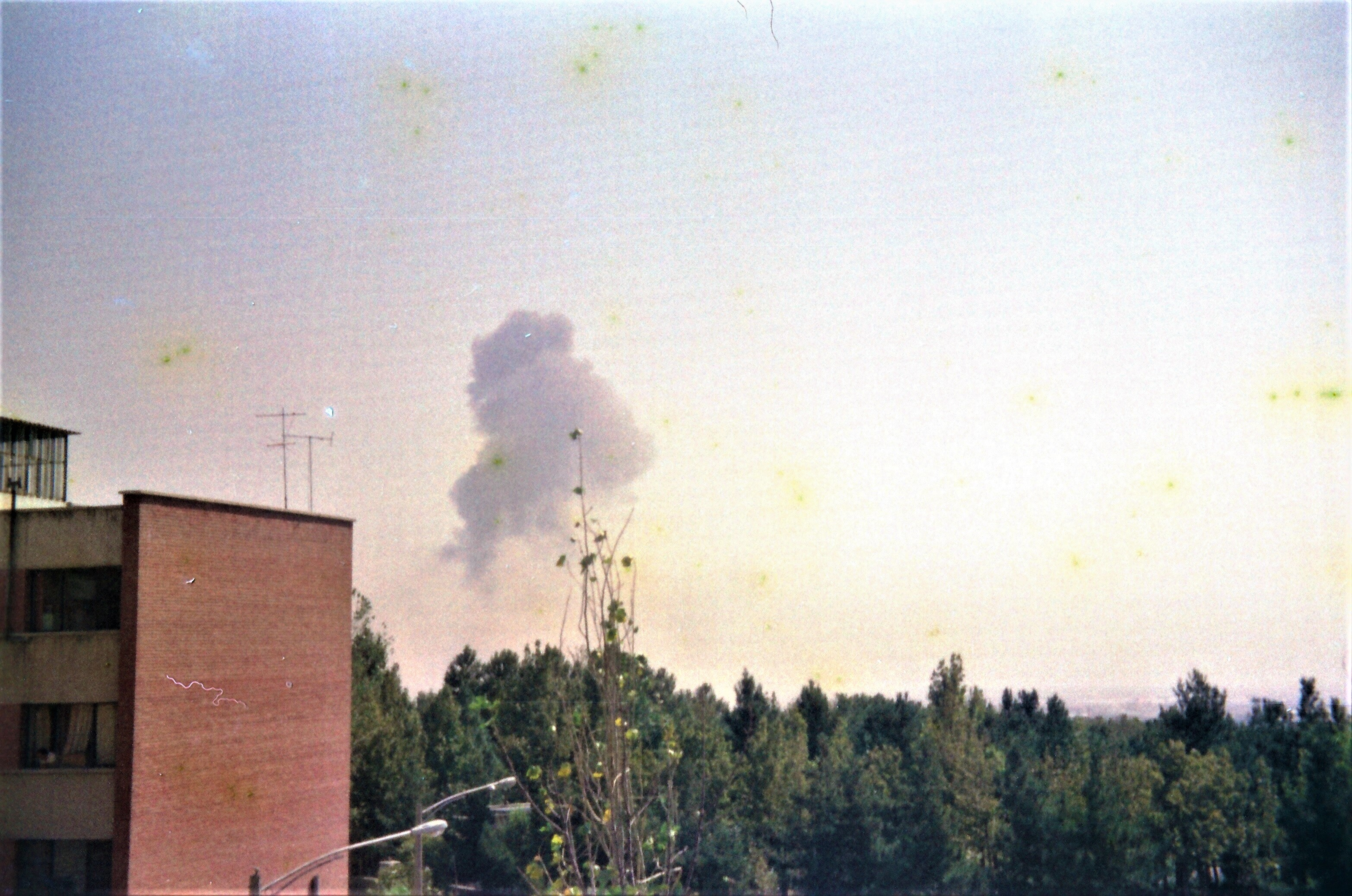
Aeropuerto Internacional de Mehrabad en Teherán - 22 de septiembre de 1980

El 22 de septiembre de 1980, Irak lanzó un masivo ataque aéreo en localizaciones estratégicas en Irán.
A las 13:45 hora local, 6 MiG-23 Floggers Iraquí bombardearon una base aérea iraní cerca de Ahvaz.
Media hora después, los MiG-23s Iraquíes atacaron el Aeropuerto Internacional de Mehrabad en Teherán. Al mismo tiempo los iraquíes bombardearon 8 bases en Irán.
Con las lecciones aprendidas con la Guerra de los Seis Días, Irán construyó bunkers de concreto en donde la mayoría de sus aviones de combate estaban refugiados, al saber esto los iraquíes atacaron algunas Pistas de aterrizajes, sin causar un daño significativo a la Fuerza Aérea de Irán. Después del ataque la Fuerza Aérea de Irán se preparó para el contraataque que fue lanzado el día siguiente.

## La Batalla
El 23 de septiembre de 1980, Irán lanzó la Operación Kaman 99 con 40 F-4 Phantom, armados con bombas Mark 82, Mark 83 y Mark 84 y misiles AGM-65 Maverick, despegaron de Hamadan. Después de reabastecerse de combustible en el aire llegaron hacia la capital de Irak Bagdad, donde atacaron las base aéreas de al-Rashid, al-Habbaniyah y al-Kut. Mientras tanto 8 F-4 despegaron desde Teherán y lanzaron un segundo ataque a la base aérea de al-Rashid.
Irán lanzó 58 F-5E Tiger II desde Tabriz, que atacaron la base aérea de Mosul. Después del ataque, 50 F-5E atacaron la base aérea de Nasiriyah, la que fue dañada seriamente.
Mientras que los 146 aviones F-4s y F-5s de Irán fueron a bombardear a Irak, 60 F-14 Tomcats se enviaron a defender el espacio aéreo de Irán contra una posible represalia de Irak. Los F-14 de Irán derribaron 2 MiG-21 Iraquíes(1 MiG-21RF y 1 MiG-21MF) y 3 MiG-23 (MiG-23MS), y un F-5E de Irán derribo un Su-20 iraquí durante la operación.

## Repercusiones
Saddam Hussein y las fuerzas armadas iraquíes se vieron afectadas duramente por el ataque de la Fuerza Aérea de Irán.Todas las bases de Irak cerca de Irán salieron de servicio por meses hasta su reparación, la eficacia aérea de Irak fue reducida al 55 %. Esto hizo que Irán se reagrupara y se preparara para una invasión de Irak. Los iraquíes debieron avanzar profundamente en Khuzestan e Irán se tomó 2 años para expulsar a los iraquíes de su territorio y después eventualmente entrar a Irak. La guerra duro otros 6 años, transformándose en la guerra convencional más larga del siglo XX y con más de un millón de muertos.

## Arash Kamangir
La palabra 'Kaman' significa arco y se relaciona con la mitología persa. La operación fue llamada así por el héroe mítico Arash Kamangir, que era un arquero.